# Funes el memorioso
Funes el memorioso es un cuento del escritor argentino Jorge Luis Borges. Apareció en Ficciones, una colección de cuentos y relatos del autor publicada en 1944. Según Borges, esta pieza literaria es «una larga metáfora del insomnio».
El protagonista sufre de hipermnesia, un síntoma del síndrome del sabio y, si consideramos el sueño (en su primera fase) como un depurador de recuerdos (sólo quedan en nuestra mente lo importante o lo más impresionante que nos haya sucedido), al no dormir no eliminamos recuerdos; es decir, no tenemos la capacidad de olvidar muchas cosas con las que no podríamos vivir si las recordamos a diario.
Muchos críticos han visto en este relato una referencia a los postulados del filósofo inglés John Locke y, de manera menos directa, a la obra de Friedrich Nietzsche. Para otros, en esta narración hay un «velado reconocimiento y homenaje a su mentor» y amigo, el escritor mexicano Alfonso Reyes Ochoa.

## Orígenes y génesis de la obra
El relato apareció por primera vez publicado en el diario argentino La Nación, en la página 3 de la sección Artes y Letras, con ilustración de Alejandro Sirio, en la edición del 7 de junio de 1942. Posteriormente se publicó en el libro Ficciones de 1944. La obra ya había sido adelantada por el propio Borges en un obituario sobre James Joyce publicado en 1941 en la revista Sur, donde expone:

Entre las obras que no he escrito ni escribiré (pero que de alguna manera me justifican, siquiera misteriosa y rudimental) hay un relato de unos ocho o diez páginas cuyo profuso borrador se titula "Funes el memorioso"... Del compadrito mágico de mi cuento cabe afirmar que es un precursor de los superhombres, un Zaratustra suburbano y parcial; lo indiscutible es que es un monstruo. Lo he recordado porque la consecutiva y recta lectura de las cuatrocientas mil palabras de Ulises exigiría monstruos análogos

## Argumento
El cuento narra el encuentro de un estudiante porteño con Ireneo Funes, un joven de Fray Bentos, Uruguay, con "rarezas como la de no darse con nadie y la de saber siempre la hora, como un reloj". 
Luego, postrado como consecuencia de un accidente que tuvo a los 19 años, primero perdió el conocimiento y luego, al recobrarlo, comenzó a ser capaz de recordar todo objeto y todo fenómeno con una memoria prodigiosa y detallada, cualquiera que fuese su antigüedad. Si antes podía saber la hora sin ver el reloj, ahora Funes había afinado sus asombrosas capacidades: lo recuerda todo, y cada percepción que tiene es, para él, una característica única e inolvidable:

No sólo le costaba comprender que el símbolo genérico 'perro' abarcara tantos individuos dispares de diversos tamaños y diversa forma; le molestaba que el perro de las tres y catorce (visto de perfil) tuviera el mismo nombre que el perro de las tres y cuarto (visto de frente).

Funes decía: 

Más recuerdos tengo yo que los que habrá tenido todos los hombres desde que el mundo es mundo.

Mi memoria es como vaciadero de basuras.

 Funes había creado un sistema complicadísimo y absurdo de numeración en el que a cada número le atribuía una cosa, pero que luego había rechazado por su característica de ser una labor interminable. El autor sostiene que, a fin de cuentas, Funes carecía de la capacidad del pensamiento:

Pensar es olvidar diferencias, es generalizar, abstraer. En el abarrotado mundo de Funes no había sino detalles, casi inmediatos.

Ireneo Funes muere en 1889, de una congestión pulmonar, a los 21 años.

## Temas
Borges explora una serie de temas principales, entre ellos la importancia para el pensamiento de la abstracción y la generalización.

### Genialidad
Se puede comparar a Funes con un genio el cual ha adquirido una memoria extraordinaria, sin necesidad explícita de estudio o práctica. Da pauta a cuestionarse cuánto potencial contiene verdaderamente el cerebro humano. Se ha confirmado la existencia de habilidades excepcionales para recordar experiencias autobiográficas día a día.

### Desaprovechamiento
La muerte temprana de Funes hace eco de la idea del milagro desperdiciado de un hombre inculto con habilidades fenomenales, quien vive y muere en la oscuridad. La maravilla desatendida es tema recurrente en la obra de Borges.

### Sistemas de numeración
Funes declara haber inventado un sistema de numeración que asigna arbitrariamente hasta veinticuatro mil nombres distintos a cada número. El narrador arguye que el sistema de notación posicional es mejor herramienta para la abstracción. 

### Lenguaje artificial
El narrador menciona el postulado de Locke que rechaza un lenguaje artificial en el que cada objeto individual, cada piedra, ave y rama tienen nombre propio. En cambio, Funes en algún momento proyecta un lenguaje así, pero lo desestima porque le parece demasiado general y ambiguo: no toma al tiempo en cuenta lo cual, según él, se debe hacer porque los objetos físicos cambian constantemente en formas sutiles. Funes insiste en que para referirse inequívocamente a los objetos uno debe especificar su momento.

### Generalización
Ya que Funes puede distinguir cada objeto físico en cada instante visto, claramente prescinde de la capacidad de generalización para manejar sus propias impresiones. El narrador argumenta que esto impide el pensamiento abstracto, dado que las formas de razonamiento por inducción y deducción requieren esta capacidad. Como narra: "Pensar es olvidar diferencias, es generalizar, abstraer. En el abarrotado mundo de Funes no había sino detalles, casi inmediatos."

### Insomnio
Funes está postrado en un cuarto oscuro repasando eventos de su pasado, lo que se puede interpretar como una versión extendida del insomnio. Científicamente, se concibe que para el cerebro el propósito de dormir es consolidar en la memoria una parte limitada de lo que hicimos durante el día, podando los recuerdos superfluos. Eso hace de la historia una fantástica presentación moderna de este padecimiento humano. Dado que para Funes recordar era penoso, la oscuridad evita la incorporación de más información a la memoria; es por esto que Funes recibe al narrador a oscuras. El mismo Borges dice que el cuento es una metáfora de lo mismo en su prólogo a Artificios.